# Диди-Клдеиси
Диди-Клдеиси (груз. დიდი კლდეისი) — село в Грузии, на территории Тетрицкаройского муниципалитета края (мхаре) Квемо-Картли.

## География
Село находится в юго-восточной части Грузии, на правом берегу реки Клдеиси (левый приток реки Храми), на расстоянии приблизительно 16 километров (по прямой) к западо-северо-западу от города Тетри-Цкаро, административного центра муниципалитета. Абсолютная высота — 1340 метров над уровнем моря.

## Население
По результатам официальной переписи населения 2014 года в Диди-Клдеиси проживало 28 человек (16 мужчин и 12 женщин). В национальной структуре населения грузины составляли 100 %.
| Год  | Население, человек |
| ---- | ------------------ |
| 2002 | 90                 |
| 2014 | ↘ 28               |